# غابرييلا سوتش
غابرييلا سوتش (بالمجرية: Szűcs Gabriella)‏ مواليد 31 أغسطس 1984 في أوراديا، هي لاعبة كرة يد مجرية تلعب كظهير أيسر. مثلت كل من منتخب المجر لكرة اليد للسيدات ومنتخب رومانيا لكرة اليد للسيدات. شاركت في دورة الألعاب الأولمبية الصيفية سنة 2008. حققت المركز الثالث في بطولة العالم لكرة اليد للسيدات 2015.

## سجل المنافسة
شاركت في البطولات التالية:
- الألعاب الأولمبية الصيفية 2016
- بطولة العالم لكرة اليد للسيدات 2005
- بطولة العالم لكرة اليد للسيدات 2007
- بطولة العالم لكرة اليد للسيدات 2015
- بطولة أوروبا لكرة اليد للسيدات 2006
- بطولة أوروبا لكرة اليد للسيدات 2008
- بطولة أوروبا لكرة اليد للسيدات 2016

## الميداليات
| الميدالية | المسابقة                            |
| --------- | ----------------------------------- |
| برونزية   | بطولة العالم لكرة اليد للسيدات 2015 |

## روابط خارجية
- غابرييلا سوتش على موقع الاتحاد الأوروبي لكرة اليد (الإنجليزية)
- غابرييلا سوتش على موقع أوليمبيديا (الإنجليزية)